# Hoàng Mạnh Trường
Hoàng Mạnh Trường là một doanh nhân Việt Nam, ông là người sáng lập và là Chủ tịch Tập đoàn xi măng Vissai.

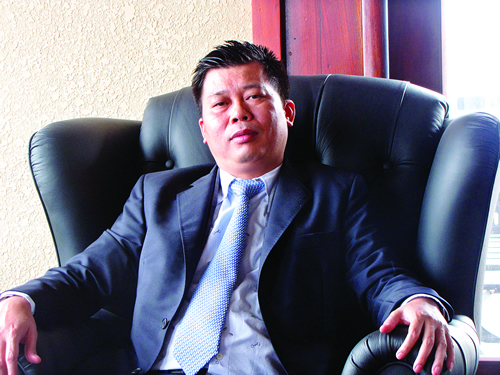
Ông Hoàng Mạnh Trường - Chủ tịch Tập đoàn xi măng Vissai

### Thông tin cá nhân
Sinh ra tại Ninh Bình, sau khi tốt nghiệp Trường THPT chuyên Lương Văn Tụy, ông vào sinh sống tại Thành phố Hồ Chí Minh. Tại đây ông lấy vợ và có bốn người con (3 con trai và một con gái).
Ông Hoàng Mạnh Trường được gọi là bầu Trường, cũng không hề kém cạnh so với các đại gia nổi tiếng của vùng đất Ninh Bình. Ông cùng với 2 ông chủ doanh nghiệp Xuân Trường và Xuân Thành được báo chí đánh giá là "Ba đại gia khét tiếng đất Ninh Bình".

### Sự nghiệp kinh doanh
Năm 2005, Hoàng Mạnh Trường đầu tư xây dựng nhà máy xi măng Vinakansai (sau này đổi tên thành xi măng Vissai) tại Khu công nghiệp Gián Khẩu, tỉnh Ninh Bình và nhanh chóng thành công. Ông trở thành một đại gia lớn trong ngành sản xuất xi măng của Việt Nam. Thông qua những biện pháp đầu tư mới hoặc mua lại những dự án xi măng, ông đã đưa The Vissai trở thành Tập đoàn xi măng tư nhân lớn nhất Việt Nam với 5 nhà máy có sản lượng 18 triệu tấn xi măng và số lượng nhân viên lên tới 5.000 người.
Ngoài xi măng, Hoàng Mạnh Trường còn đầu tư nhiều lĩnh vực kinh doanh khác như vận tải, khai mỏ, bất động sản, xây dựng, kinh doanh khách sạn, thủy điện, đầu tư khu du lịch rộng hàng ngàn hecta. Ông còn là ông bầu của Câu lạc bộ bóng đá Xi măng The Vissai Ninh Bình. Trong lĩnh vực khách sạn, tập đoàn Vissai là chủ sở hữu của 2 khách sạn 4 sao tại Ninh Bình và Sài Gòn. Ông cũng là ông chủ của siêu dự án khu du lịch Kênh Gà - Vân Trình ở Ninh Bình với quy mô lên tới 30.000 tỷ đồng.

### Mốc thành tựu
- 2005: đầu tư xây dựng nhà máy xi măng Vinakansai.
- 2006: thành lập câu lạc bộ bóng đá Vinakansai.
- 2007: sản phẩm xi măng Vinakansai ra đời.
- 2007: nhận danh hiệu "Doanh nhân Việt Nam tiêu biểu năm 2007" được Thủ tướng chính phủ ra quyết định khen thưởng[4].
- 2008: nhận Bằng khen do Thủ tướng trao tặng.
- 2009: thành lập Tập đoàn xi măng Vissai.
- 2011: nhận Huân chương Lao động hạng Ba do Chủ tịch nước trao tặng.
- 2013: tham gia sáng lập Công ty Cổ phần Bóng đá chuyên nghiệp Việt Nam, CLB bóng đá xi măng Vissai giành Cúp Quốc gia và Siêu Cúp Quốc gia.
- 2015: nhận Huy chương " Bảo vệ an ninh Tổ quốc" do Bộ trưởng Bộ công an tặng.
- 2015: nhận Huân chương Lao động hạng Nhì do Chủ tịch nước trao tặng.

### Mốc thất bại
- 2015: giải thể đội bóng Vissai Ninh Bình[5].